# Eric Pérez
Eric Alexander Pérez (Carolina, 18 de dezembro de 1979) é um lutador de wrestling profissional porto-riquenho. Trabalhou para a WWE em seu programa SmackDown com o ring name Eric Escobar.

## Carreira
- International Wrestling Association e World Wrestling Council
- WWE (2005-2010)

Território de treinamento
- Deep South Championship (2005-2007)
- Florida Championship Wrestling (2007-2009)

SmackDown (2009-2010)
Depois de passar quase quatro anos nos territórios de treinamento da WWE em 28 de setembro de 2009 foi transferido para a SmackDown como namorado (kayfabe) de Vickie Guerrero. Algum tempo depois a parceria foi desfeita. Em 17 de janeiro de 2010 a WWE anunciou a liberação de Pérez de seus quadros.

## No wrestling
- Finishing moves
  - Annexation of Puerto Rico[1]  (Lifting DDT)
  - Latino Temper (Full nelson slam)
  - You're Done, Son[1] (Spinning side slam)
  - B-52 Bomber[2] (Spin-out Powerbomb)

- Signature moves
  - Belly to back suplex
  - Leg lariat
  - Lifting reverse STO

- Apelidos
  - "The Puerto Rican Nightmare"[1]
  - "El Judas"[1]
  - "The Gladiator"[1]

- Managers
  - Miss Angela[2]
  - Vickie Guerrero

## Campeonatos e prêmios
- Deep South Wrestling
  - DSW Tag Team Championship (1 vez)[3] – com Sonny Siaki

- Florida Championship Wrestling
  - FCW Florida Heavyweight Championship (1 vez)[3]
  - FCW Florida Tag Team Championship (3 vezes)[3] – com Eddie Colón

- International Wrestling Association
  - IWA Hardcore Championship (3 vezes)[3]
  - IWA Intercontinental Heavyweight Championship (1 vez)[3]
  - IWA World Tag Team Championship (3 vezes)[3] – com Andy Anderson (1) e Craven (2)

- World Wrestling Council
  - WWC Puerto Rico Heavyweight Championship (1 vez)[3]
  - WWC World Tag Team Championship (1 vez)[3] – com Rico Suave

- Pro Wrestling Illustrated
  - A PWI classificou na posição 78 na lista dos 500 melhores lutadores individuais de 2009.[4]